# Ophtalmibidion tetrops
Ophtalmibidion tetrops là một loài bọ cánh cứng trong họ Cerambycidae.